# Зінченко Сергій Миколайович
Сергі́й Микола́йович Зі́нченко — старший сержант Збройних сил України, 93-тя механізована бригада.

## З життєпису
Працював в СП «Полтавська газонафтова компанія», студент.
Мобілізований у квітні 2014 року. В складі 93-ї бригади в серпні-вересні 2014-го утримував Донецький аеропорт.

## Нагороди
6 жовтня 2014 року — за особисту мужність і героїзм, виявлені у захисті державного суверенітету та територіальної цілісності України, вірність військовій присязі під час російсько-української війни, відзначений — нагороджений орденом «За мужність» III ступеня.